# Marco II Sanudo

Marco II Sanudo (... – 1303) fu il terzo duca del Ducato di Nasso dal 1262..

## Biografia
Marco II Sanudo era il figlio di Angelo Sanudo. Nel 1262 successe al padre al trono del Ducato di Nasso.
Nella prima parte del suo regno perse il possesso di alcune isole, che riuscì a recuperare due decenni più tardi, prima di lasciare il ducato al figlio Guglielmo.
Ebbe almeno due figli:
- Guglielmo I Sanudo
- Marco Sanudo